# 七シコブチ
｢七シコブチ｣とは、京都府と滋賀県を流れる安曇川流域固有の信仰神である｢しこぶち神｣を祀る主要な7社の総称。7社にはいずれもガワタロウ（河童）伝説が残る。「しこぶち」は、思子淵、志古渕、信興淵などと表記される。

## 七シコブチ

### 久多思古渕社(志古淵神社)

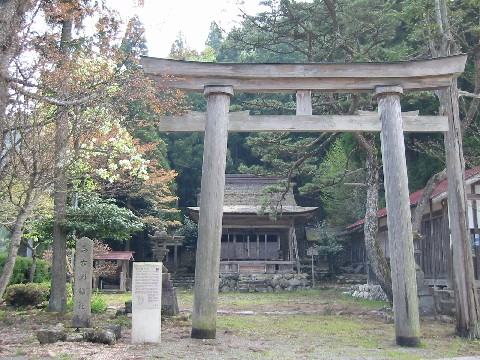
志古渕神社 正面

京都府京都市左京区久多中の町に鎮座。花笠踊は無形文化財に指定されている。

### 小川 思子淵神社

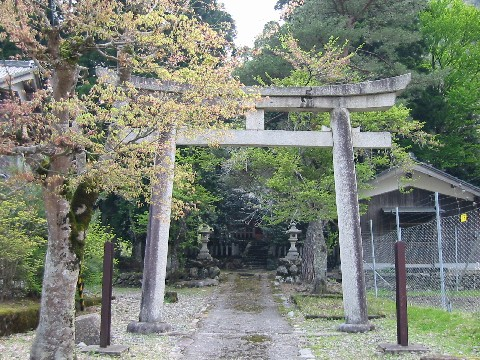
思子淵神社 正面

滋賀県高島市朽木小川に鎮座。毎年輪番に宿を決めて集まり、床の間に神軸（「思子淵神社」と書かれている）を掛けてお供えをし、赤飯を炊いて会食する思子淵講があった。大般若経を有し、いずれも文化財に指定されている。

### 坂下 思子渕大明神

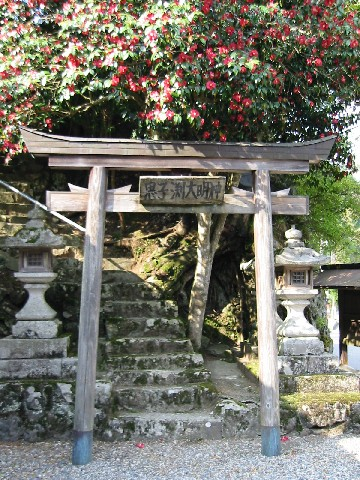
思子渕大明神 正面

滋賀県大津市葛川坂下に町鎮座。大岩の上に鎮座する小さな祠に祀られている。

### 坊村 信興淵大明神

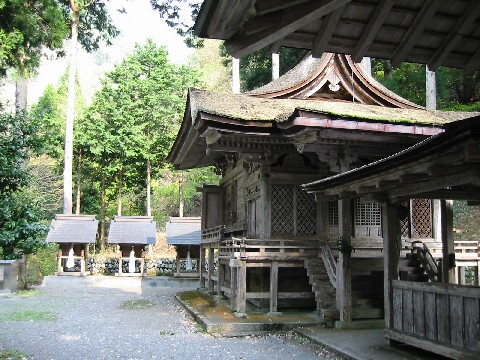
葛川地主神社本殿・境内社（向かって右）

滋賀県大津市葛川坊村町に鎮座。地主神社の境内社として祀られている。葛川明王院の創始にまつわる伝承がある。

### 梅の木 志子渕神社

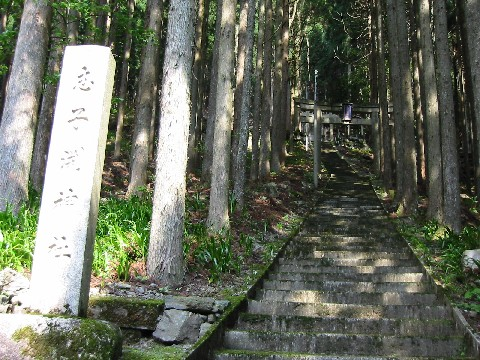
志子渕神社

滋賀県大津市梅の木町に鎮座。近年まで、陰暦十月七日が祭日であった。

### 岩瀬志子淵神社

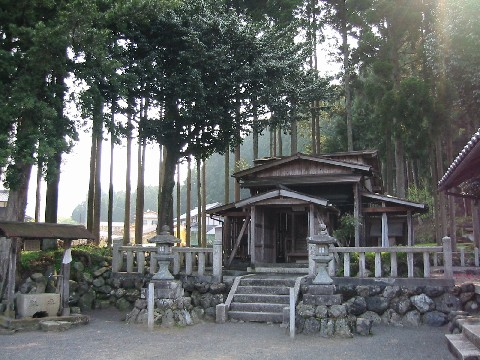
志子淵神社 本殿

滋賀県高島市朽木岩瀬に鎮座。志子淵神を「筏流しの神様」として祀り、毎年志子淵講が行われる。

### 中野思子淵神社

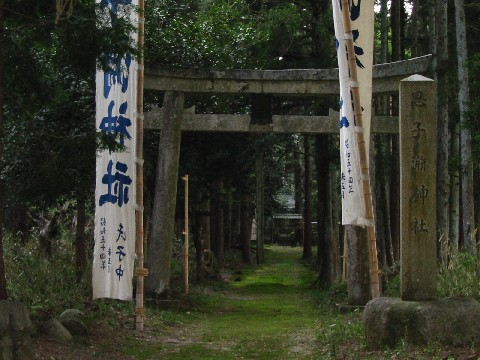
思子淵神社 参道

滋賀県高島市安曇川町中野に鎮座。

## 七シコブチ以外の思子淵社

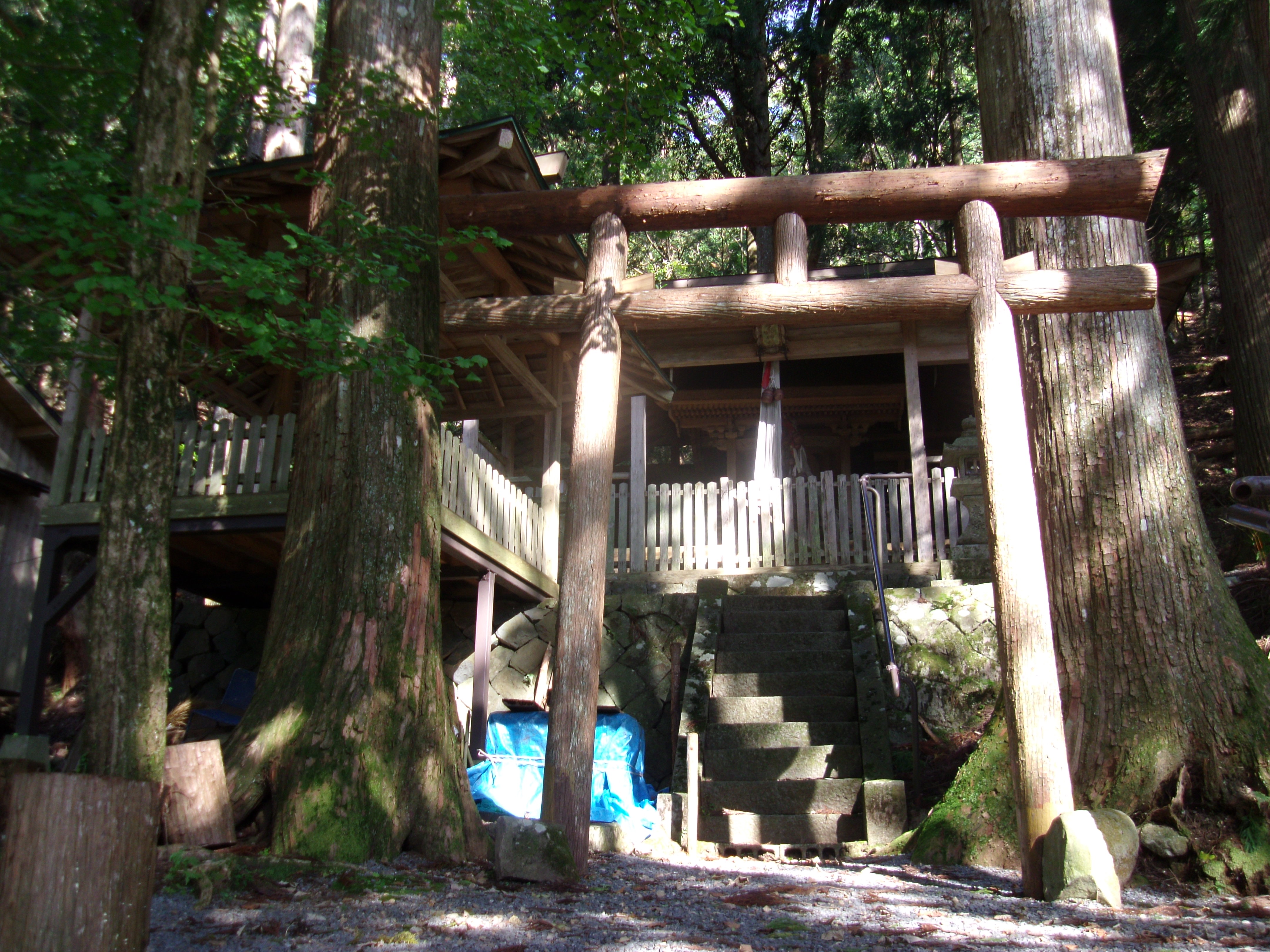
思古淵神社

朽木宮前坊 思子渕大明神
邇々杵神社（ににぎじんじゃ）の境内社として祀られている。邇々杵神社本殿と河内神社本殿の間の奥に三つ並んだ祠のどれか。かつては別の場所にあったものをここに遷されたのだろう。
葛川細川 シコブチ神社
安曇川右岸の八幡谷を少し上がった山の斜面に鎮座する八幡神社の境内社として祀られている。かつては別の場所にあったものをここに遷されたのだろう。
葛川町居 思子渕神社
葛川左岸 町居の集落を北に抜けたところにある寺の奥の山の斜面に鎮座。
大原百井の思子淵神社
京都府京都市左京区大原百井町。百井川左岸の急な山の斜面に社や舞殿がある。林業関係者の崇敬を集め、樹皮を残したままの北山杉を用いた鳥居が建つ。
- 思古淵神社

大原大見の思子淵神社
京都府京都市左京区大原大見町。大見川源流にあって、参道と本殿の間を川が流れる（シコブチ神社としては）珍しい立地。
2013年9月の台風18号により倒壊し、2018年4月に再建。その際に見つかった棟札から倒壊前の社は室町時代（1386年）に創建され、江戸時代（1725年）に再建されたことがわかった。（朝日新聞デジタル「（京の隠れ里に住んで）神社再建、新たな物語の始まり」2018年5月12日）
大原尾越の思子淵神社
京都府京都市左京区大原尾越町。芦火谷川左岸の山の斜面に鎮座。祠は倒壊し灯籠のみ現存。

## ガワタロウ伝説
昔々、シコブチ明神は葛川梅ノ木付近の遅越の続きヶ原で我が子と一緒に筏を作り一緒に安曇川を下っていると突然筏が止まった。原因はなんなんだろうかと調べているとどうやら金山淵というところにある大きな岩に筏が衝突して動かなくなっているのがわかった。そして一緒に乗っていた子供の姿がなくなっていた、驚いた明神が竿を水中へ突き刺し辺りを探すと淵の底に河童が隠れており子供と一緒にいるのがわかった。明神はすぐさま河童を捕らえ子供を取り戻して河童をきつく叱った、だが中野の赤壁というところまで来るとまた河童は出現し筏の邪魔をした。明神はこのことに大変な怒りを覚え「今後どのような事があっても菅の蓑笠・がまの脚絆をつけ、拳の竿を持つものを妨害すればただじゃおかない」と言って叱りつけた。
　ちなみにシコブチ明神は地主神だったとされる